# Mark Clifton
Mark Irvin Clifton (* 1906 in Philadelphia; † November 1963) war ein US-amerikanischer Science-Fiction-Schriftsteller und Geschäftsmann.
Die meisten seiner Geschichten gehören entweder der „Bossy“-Serie (die er teilweise gemeinsam mit Frank Riley und Alex Apostolides schrieb) oder der „Ralph Kennedy“-Serie (die er bis auf eine Ausnahme als alleiniger Autor verfasste) an. Sein größter Erfolg war die Auszeichnung seines Romans Computer der Unsterblichkeit (Originaltitel They'd Rather Be Right, geschrieben zusammen mit Frank Riley) mit dem Hugo im Jahre 1955.
Bis circa 1950 arbeitete Clifton als Psychologe im Personalwesen und war mit der statistischen Auswertung von über 200.000 Fragebögen befasst. Die dabei gewonnenen Einsichten wirkten sich auch in seinen literarischen Arbeiten aus. Barry N. Malzberg schrieb in der Einleitung von The Science Fiction of Mark Clifton:

„Clifton was an innovator in the early 1950s and such an impressive innovator that his approach has become standard among science fiction writers. He used the common themes of science fiction—alien invasion, expanding technology, revolution against political theocracy, and space colonization—but unlike any writer before him, he imposed upon these standard themes the full range of sophisticated psychological insight.“

„Clifton war ein Neuerer Anfang der 1950er Jahre und als solcher derart erfolgreich, dass sein Ansatz zur Norm in der Science-Fiction wurde. Er behandelte die üblichen Sujets – Alien-Invasion, technische Umwälzung, Aufstände gegen eine politische Theokratie, Kolonien im Weltraum – doch anders als irgendwer vor ihm, behandelte er diese Standardsujets mit sämtlichen Werkzeugen des wissenschaftlichen Psychologen.“

2010 wurde er postum mit dem Cordwainer Smith Rediscovery Award ausgezeichnet.

## Bibliografie
Wird bei Übersetzungen von Kurzgeschichten als Quelle nur Titel und Jahr angegeben, so findet sich die vollständige Angabe bei der entsprechenden Sammelausgabe.
Ralph Kennedy (Kurzgeschichten)
- What Thin Partitions (in: Astounding Science Fiction, September 1953; mit Alex Apostolides)
- Sense from Thought Divide (in: Astounding Science Fiction, March 1955)
- How Allied (in: Astounding Science Fiction, March 1957)
- Remembrance and Reflection (in: The Magazine of Fantasy and Science Fiction, January 1958; auch: Remembrance & Reflexion, 1965)
- When They Come from Space (Roman, 1961; auch: Pawn of the Black Fleet, 2011)

Bossy (Kurzgeschichten)
- Crazy Joey (in: Astounding Science Fiction, August 1953; mit Alex Apostolides)
  - Deutsch: Telepathen unerwünscht. Übersetzt von Tony Westermayr. In: Mac Kenzies Experiment. 1962.
- Hide! Hide! Witch! (in: Astounding Science Fiction, December 1953; mit Alex Apostolides)
  - Deutsch: Bossy. Übersetzt von Tony Westermayr. In: Mac Kenzies Experiment. 1962.
- They’d Rather Be Right (Roman, 4 Teile in: Astounding Science Fiction, August 1954  ff.; auch: The Forever Machine, 1958; auch: They’D Rather Be Right; mit Frank Riley)
  - Deutsch: Computer der Unsterblichkeit. Übersetzt von Walter Brumm. Moewig (Terra Taschenbuch #119), 1967.

Romane
- Eight Keys to Eden (1960)
  - Deutsch: Der Berg aus Quarz. Übersetzt von Tony Westermayr. Goldmanns Zukunftsromane #18, 1961. Auch als: Goldmanns Weltraum Taschenbücher #40, 1962.

Sammlungen
- The Science Fiction of Mark Clifton (1980)
  - Deutsch: Mac Kenzies Experiment. Übersetzt von Tony Westermayr. Goldmanns Zukunftsromane #33, 1962.
- The Second Golden Age of Science Fiction Megapack (2014)
- The Kenzie Report (nicht erschienen)
- What Have I Done? : The Stories of Mark Clifton (2020)

Kurzgeschichten
1952:
- What Have I Done? (in: Astounding Science Fiction, May 1952)
  - Deutsch: Was habe ich getan? Übersetzt von Tony Westermayr. In: Mac Kenzies Experiment. 1962.
- Star, Bright (in: Galaxy Science Fiction, July 1952; auch: Star Bright, 1954)
  - Deutsch: Kinderspiele. Übersetzt von Lothar Heinecke. In: Galaxis Science Fiction, #6. Moewig, 1958.
- The Conqueror (in: Astounding Science Fiction, August 1952)
  - Deutsch: Der Eroberer. Übersetzt von Werner Baumann. In: Utopia-Science-Fiction-Magazin, #17. Pabel, 1958.
- Star, Bright (1952)
  - Deutsch: Kinderspiele. Übersetzt von Lothar Heinecke. In: Lothar Heinecke (Hrsg.): Galaxis 6. Moewig Galaxis #6, 1958.

1953:
- The Kenzie Report (in: If, May 1953)
  - Deutsch: Mac Kenzies Experiment. Übersetzt von Tony Westermayr. In: Mac Kenzies Experiment. 1962.
- Bow Down to Them (in: Universe Science Fiction, Jun 1953)
- Progress Report (in: If, July 1953; mit Alex Apostolides)
- Solution Delayed (in: Astounding Science Fiction, July 1953; mit Alex Apostolides)
- We’re Civilized! (in: Galaxy Science Fiction, August 1953; auch: Civilized, 1954; mit Alex Apostolides)
  - Deutsch: Wir sind keine Wilden. Übersetzt von Lothar Heinecke. In: Galaxis Science Fiction, #8. Moewig, 1958. Auch als: Wir sind doch keine Wilden! Übersetzt von Tony Westermayr. In: Mac Kenzies Experiment. 1962. Auch als: Wir sind zivilisiert! Übersetzt von Heinz Nagel. In: Brian W. Aldiss und Wolfgang Jeschke (Hrsg.): Titan 18. Heyne SF&F #3920, 1982, ISBN 3-453-30846-8.
- Reward for Valor (in: Universe Science Fiction, September 1953; auch: Reward for Valour, 1956)
- Crazy Joe (1953; mit Alex Apostolides)
  - Deutsch: Telepathen unerwünscht. Übersetzt von Tony Westermayr. In: Mac Kenzies Experiment. 1962.
- The Kenzie Report (1953)
  - Deutsch: Mac Kenzies Experiment. Übersetzt von Tony Westermayr. In: Mac Kenzies Experiment. 1962.

1955:
- A Woman’s Place (in: Galaxy Science Fiction, May 1955)
- Sense from Thought Divide (1955)

1956:
- Clerical Error (in: Astounding Science Fiction, February 1956)
  - Deutsch: Der Schreibfehler. Übersetzt von Tony Westermayr. In: Mac Kenzies Experiment. 1962.

1958:
- The Dread Tomato Addiction (in: Astounding Science Fiction, February 1958)
- Do Unto Others (in: If, June 1958)

1959:
- What Now, Little Man? (in: The Magazine of Fantasy and Science Fiction, December 1959)
  - Deutsch: Das Maß aller Dinge. Übersetzt von Tony Westermayr. In: Mac Kenzies Experiment. 1962.

1962:
- Hang Head, Vandal! (in: Amazing Stories, April 1962)